# 1872 au Canada
Pour un article plus général, voir Chronologie du Canada.
Cet article traite des événements qui se sont produits durant l'année 1872 au Canada.

## Événements

### Politique

Élection fédérale de 1872

- 14 mars : Henry Hynes Clarke devient premier ministre du Manitoba, remplaçant Marc-Amable Girard.

- 18 avril : le gouvernement de John A. Macdonald dépose la Loi sur les syndicats ouvriers, première loi du travail du Canada, légalisant la syndicalisation.

- 25 juin : Frederick Temple Hamilton-Temple-Blackwood devient gouverneur général du Canada.

- 20 juillet - 12 octobre : les conservateurs se maintiennent au pouvoir aux élections fédérales. John A. Macdonald (conservateur) est réélu Premier ministre (fin le 6 juin 1891).

- 31 octobre : Oliver Mowat devient premier ministre de l'Ontario remplaçant Edward Blake.

- 23 décembre : Amor De Cosmos devient premier ministre de la Colombie-Britannique, remplaçant John Foster McCreight.

- Accord final sur la frontière canado-américaine au Détroit de Juan de Fuca et au Détroit de Géorgie en Colombie-Britannique.

### Sport
- Ouverture de l'Hippodrome de Montréal appelé à ce moment Blue bonnets.

### Économie
- 15 octobre : création de la compagnie de chemin de fer Canadien Pacifique (Canadian Pacific Railway).

- Établissement d’un service régulier de navigation sur la Rivière Rouge. Il favorise l’arrivée d’immigrants et permet les exportations de blé dur.
- Ouverture à Toronto des magasins Simpson's.
- Création de la compagnie Chemin de fer Intercolonial dans les provinces maritimes.

### Science
- Elijah McCoy invente un système de lubrification automatique à l'huile pour les engins à vapeur.

### Culture
- 30 novembre : première publication du Winnipeg Free Press.

### Religion
- Établissement des Frères du Sacré-Cœur à Arthabaska au Québec.

## Naissances
- 24 juin : Pierre-Ernest Boivin, homme d'affaires et homme politique provenant du Québec.
- 25 août : John Campbell Elliott, homme politique
- 26 octobre : Alfred Bourgeois, homme politique.
- 10 novembre : Frederick C. Alderdice (en), Premier ministre de Terre-Neuve.
- 30 novembre : John McCrae, médecin militaire et poète.
- 23 décembre : Charles Bélec, homme politique fédéral provenant du Québec.

## Décès

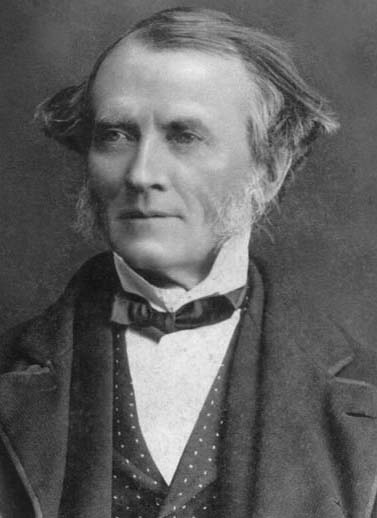
John Sandfield Macdonald

- 8 mars : Cornelius Krieghoff, artiste peintre.
- 14 mai : David Cameron, juge de l'île de Vancouver.
- 1er juin : John Sandfield Macdonald, premier des premiers ministres de l'Ontario.
- 12 juillet : John Rae, économiste.
- 14 juillet : John Bolton (homme politique).
- Novembre : François Beaulieu (chef), coureur des bois.